# Уагадугу
Уагадугу (на френски: Ouagadougou, /waɡaduɡu/) е столица и най-голям град на Буркина Фасо. Разположен в централната част на страната, той е административен център на департамента Кадиого, провинция Кадиого и Централния регион. Населението му е около 1 630 000 души (2012).

## География
Уагадугу е разположен на 305 m надморска височина в платото Моси.

## Население
Населението на града е 2 120 000 души (2019).

## Инфраструктура
От града има магистрала към Ниамей – столицата на Нигер. Градът има международно летище и железопътна връзка с Абиджан в Кот д'Ивоар. Има много паркове, музеи, места за отдих. След обявяването на независимостта в Уагадугу изникват луксозни магазини, дискотеки, хотели и ресторанти.